# Clavibacter sepedonicus
Espèce
Clavibacter sepedonicus est une espèce de bactéries de la famille des Microbacteriaceae, causant plusieurs maladies de la pomme de terre : la bactériose annulaire de la pomme de terre, le flétrissement bactérien de la pomme de terre et la pourriture annulaire de la pomme de terre.

## Description
Clavibacter sepedonicus est une bactérie gram positive non mobile dont les colonies sont de couleur blanche. Elles sont aérobies stricts et oxydase négatives. Elle ne liquéfie pas la gélatine et elle est capable d'utiliser l'acétate. La paroi cellulaire contient du fucose et du rhamnose.

## Taxonomie
Le nom correct complet (avec auteur) de ce taxon est Clavibacter sepedonicus (Spieckermann & Kotthoff 1914) Li et al. 2018. Cette classification est validée la même année que la publication

### Synonymes
Clavibacter sepedonicus a pour synonymes :
- Bacterium sepedonicum Spieckermann & Kotthoff 1914
- Clavibacter sepedonicus (Spieckermann & Kotthoff 1914) Nouioui et al. 2018
- Corynebacterium sepedonicum (Spieckermann & Kotthoff 1914) Skaptason & Burkholder 1942
- Clavibacter michiganense subsp. sepedonicum (Spieckermann & Kotthoff 1914) Davis et al. 1984
- Clavibacter michiganense subsp. sepedonicus (Spieckermann & Kotthoff 1914) Davis et al. 1984
- Clavibacter michiganensis subsp. sepedonicum (Spieckermann & Kotthoff 1914) Davis et al. 1984
- Clavibacter michiganensis subsp. sepedonicus corrig. (Spieckermann & Kotthoff 1914) Davis et al. 1984
- Corynebacterium michiganense subsp. sepedonicum (Spieckermann & Kotthoff 1914) Carlson & Vidaver 1982

### Étymologie
L'étymologie du nom spécifique est la suivante : se.pe.do’ni.cus. Gr. fem. n. sêpedôn, pourriture; N.L. masc. adj. sepedonicus, entraînant vers la pourriture.